# Pieve d'Olmi
Pieve d'Olmi là một đô thị ở tỉnh Cremona, vùng Lombardia của Italia, có vị trí cách khoảng 90 km về phía đông nam của Milan và khoảng 9 km về phía đông nam của Cremona. Tại thời điểm ngày 31 tháng 12 năm 2004, đô thị này có dân số 1.238 người và diện tích là 19,4 km².
Pieve d'Olmi giáp các đô thị: Bonemerse, Malagnino, San Daniele Po, Sospiro, Stagno Lombardo, Zibello.